# География Томской области

Томская область на карте России

Томская область — субъект Российской Федерации, расположенный в азиатской части страны.

## Расположение
Томская область расположена в Западной Сибири. На юге она граничит с Омской, Новосибирской и Кемеровской областями, на западе и севере — с Тюменской областью, на востоке — с Красноярским краем. Протяжённость области с севера на юг — около 600 км, с запада на восток — 780 км.

## Общие географические сведения
Томская область расположена в Западной Сибири и занимает юго-восточную часть Западно-Сибирской равнины, в среднем течении Оби. Преобладают плоские, сильно заболоченные территории с высотой не более 200 м (на юго-востоке заходят северные отроги Кузнецкого Алатау высотой до 211 м). Центральная часть занята широкой долиной Оби, которая делит территорию области на две почти равные части: левобережье, включающее обширную болотистую низменность — Васюганье с высотой до 166 м в верховьях реки Бакчар, и более возвышенное правобережье с высотой до 193 м, заболоченное меньше и более лесистое. Основная река — Обь. Область расположена в зонах средней и южной тайги и частично смешанных лесов. Лесистость — 59,4 %. Входит в Сибирский Федеральный Округ. Граничит с Кемеровской, Новосибирской, Омской, Тюменской областями и Красноярским краем. Территория — 316,9 тыс. км², численность населения 1036,6 тыс. чел., национальный состав: русские, украинцы, татары, немцы, белорусы, чуваши, народы Севера, в том числе селькупы, ханты и др.; городских жителей — 65,7 %. Включает 16 административных районов, 6 городов, 14 посёлков городского типа. Крупные города — Томск, Северск, Стрежевой, Асино. Административный центр — Томск. Расположен в 3500 км к востоку от Москвы, на правом берегу реки Томь, в 60 км от её впадения в Обь, и на берегах реки Ушайка.

## Геология

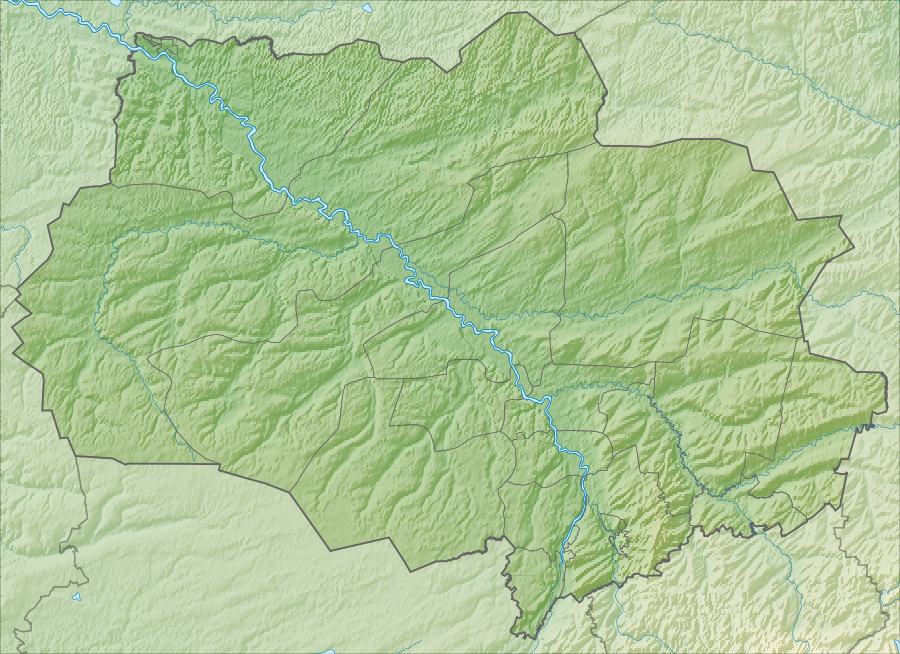
Рельефная карта Томской области

### Рельеф
Рельеф Томской области, расположенной в юго-восточной части Западно-Сибирской равнины, отличается исключительной равнинностью. Диапазон высот в Томской области: от +274 м до +34 м над уровнем Балтийского моря.
Степень заболоченности Томской области достигает 37 %. Особая экологическая ценность болот заключается в том, что они являются регулятором гидрологического режима стоков рек, служат гигантским фильтром-накопителем, поглощающим элементы из атмосферы. Большую часть территории занимают леса, болота, реки и озёра. Все реки области входят в бассейн реки Обь. Река Обь пересекает область с юго-востока на северо-запад и делит область на две почти равные части: левобережье и правобережье. В пределах области её протяженность составляет около 1000 километров, деля область на две почти равные части. Крупные её притоки в области: реки Васюган, Тым, Томь, Чулым, Кеть. Среди 95 тысяч озёр области множество озёр находится в поймах рек.
На левобережье Оби лежит самое большое в мире Васюганское болото (53 тыс. км²). На плоском междуречье рек Чузик и Чижапка (Парабельский район) находится Мирное озеро — крупнейшее в Томской области (площадь 18,4 км²). Правобережье Оби заболочено в меньшей степени и обладает лучшей заселенностью.
В пределах области три природных зоны: средняя тайга, южная тайга и лесостепи. Леса занимают большую часть области. Наиболее ценные в промысловом значении породы деревьев сибирской тайги: кедр, ель, пихта, сосна, лиственница.

### Полезные ископаемые
Томская область богата природными ресурсами, такими как нефть (100 месторождений, 1449 млн т), природный газ (632 млрд м³), чёрные и цветные металлы, бурый уголь — 74,7 млрд т, торф (второе место по запасам в России) и подземные воды. В области находится Бакчарское железорудное месторождение, являющееся одним из крупнейших в мире (57 % всей железной руды России), общий объём запасов 90 млрд т. На территории Томской области расположено множество месторождений сырья для строительных материалов: глины, песка, известняков, глинистых сланцев, гравия.
Среднее Приобье имеет минерализованные подземные воды на глубине 1100—2250 м. В районе города Томска имеются выходы радоновых вод. Общие запасы подземных вод оцениваются в 14,2 млрд м³. Кроме того, имеются разведанные запасы каолина, тугоплавких глин, стекольных и ильменит-цирконовых песков (ильменит — 3,4 млн т, циркон — 1380 тыс. т), лейкоксена и рутила (600 тыс. т), бокситов (11,5 млн тонн), бурого угля (3 млрд 625,6 млн тонн), цинка (559 тыс. тонн), золота, платины и титана.

### Минерально-сырьевые ресурсы
Область сохраняет за собой статус ресурсодобывающей. Прежде всего, углеводородное сырьё: разведано запасов нефти — 1,5 млрд т; конденсата — 73,6 млн т; газа — 757 млрд т. Широкий спектр других видов полезных ископаемых — титана, циркония, бокситов, золота, керамзитового сырья, торфа, железа и др. Цирконо-ильменитовое месторождение является одним из крупнейших в мире — его запасы исчисляются десятками млн. т. Запасы железных руд составляют десятки миллиардов тонн. Общие запасы торфа — 32 млрд т. Прогнозные ресурсы полезных ископаемых: алюминий (млн. т) — 11,5; бурый уголь (млрд. т) — 74,7; железные руды (концентрат, млрд. т) — 47,7; золото (рудное и рассыпное, т) — 111,0; каолин (млн. т) — 65,8; песок стекольный (млн. т) — 234,8; сапропель (млн. т) — 68,0; титан (концентрат, млн. т) — 233,9; цирконий (концентрат, млн. т) — 27,2. 98 разведанных месторождений неметаллических полезных ископаемых, из них эксплуатируются 29. Структура этих ископаемых: тугоплавкие глины, минеральные краски, каолин, мел пресноводный, пески стекольные, пески формовочные, сера, песчано-гравийная смесь, песок строительный, известняк, глины кирпичные, керамзитовое сырьё. Имеются практически неограниченные ресурсы термальных минеральных вод, особенно бромистых, иодистых, сероводородных, эксплуатация которых начинается.

## Гидрография
В Томской области насчитывается 18,1 тыс. рек, ручьёв и др. водотоков, общей протяжённостью около 95 тыс. км, в том числе — 1620 рек протяжённостью более 10 км (суммарная длина этих рек составляет 57,2 тыс. км). Главной водной артерией является река Обь. Протяжённость Оби в пределах области составляет 1065 км. Основные притоки Оби, впадающие в неё на территории Томской области: Томь, Чулым, Чая, Кеть, Парабель, Васюган, Тым. Продолжительность навигационного периода — 170—180 дней. Крупнейшее озеро — Мирное (Парабельский район), площадь зеркала 18,3 км².

### Водные ресурсы
Поверхностные воды. Главная река — Обь с притоками Томь, Чулым, Кеть, Тым, Чая, Парабель, Васюган. Общая площадь открытых водоёмов (рек и озёр) составляет 2,5 % территории области; болота — около 30 %. Вся речная система принадлежит бассейну Оби, которая пересекает область с юго-востока на северо-запад на расстоянии около 1000 км. Количество озёр достигает 95 тысяч, особенно их много в поймах рек. Площадь водного зеркала крупнейшего в области озера Мирного, расположенного среди болот на плоском междуречье рек Чузик и Чижапка, превышает 18 км². Подземные воды. Область обладает практически неограниченными ресурсами подземных вод, заключенных в рыхлых отложениях разного возраста — от мелового до четвертичного. Прогнозные ресурсы пресных и маломинерализованных вод верхней 250-метровой толщи рыхлых отложений оценены в количестве 61,4 млн м3/сут., расчетный срок эксплуатации 50 лет. Ресурсы пресных подземных вод составляют 98 % от общей суммы, на долю подземных вод с повышенной минерализацией (1-3 мг/дм3) приходится соответственно 2 %. Эти воды приурочены к меловым отложениям и распространены на левобережье р. Оби. Разведано 29 месторождений пресных подземных вод и 1 — минеральных. Общая сумма эксплуатационных запасов подземных вод по категориям А+В+С1 — 1028,14 тыс. м3/сут., что составляет менее 2 % оцененных прогнозных ресурсов. Из них 965,47 тыс. м3/сут. утверждены в территориальной и государственной комиссиях по запасам. Основные пользователи воды из подземных источников — города Томск, Северск и Стрежевой.

## Климат и растительность
В Томской области города Колпашево и Стрежевой; районы: Александровский, Бакчарский, Верхнекетский, Каргасокский, Колпашевский, Кривошеинский, Молчановский, Парабельский, Тегульдетский,Шегарский Чаинский приравнены к районам Крайнего Севера.
Климат континентальный.
Бо́льшая часть территории области труднодоступна, так как представляет собой тайгу (леса занимают 63 % площади) и болота (28,9 %, в частности одно из крупнейших в мире Васюганское болото). В Томской области находятся около 20 % (более 26,7 млн га) лесных ресурсов Западной Сибири. На территории области обитают 28 видов млекопитающих, более 40 видов птиц и 15 видов рыб, имеющих промысловое значение, проводится заготовка кедрового ореха, грибов, ягод, лекарственных трав.
В Томской области 15 зоологических заказников (Томский, Верхне-Соровский, Иловский, Калтайский, Карегодский, Кеть-Касский, Мало-Юксинский, Октябрьский, Осетрово-нельмовый, Панинский, Першинский, Поскоевский, Тонгульский, Оглатский, Чичка-Юльский), 3 ландшафтных (Ларинский и Поль-То, Васюганский) и 1 ботанический (Южнотаёжный).

### Лесные ресурсы
Область расположена в зонах средней и южной тайги и частично смешанных лесов. Общая площадь земель лесного фонда — 28228,4 тыс. га 282,3тыс км² ~90 %, лес площадь 19,3 млн га — 193тыс км², лесистость — 59,4 %, общий запас древесины на корню — 2760 млн м3. Основные породы: сосна, лиственница, ель, пихта, кедр, берёза, осина. Преобладают хвойные породы — около 60 %. Возрастная структура лесов: спелые — 30 %, перестойные — 27 %, молодняки — 10 %, средневозрастные — 19 %, приспевающие — 14 %. Доля лесов первой группы, выполняющих водоохранную роль — 7,7 %, леса второй группы — 9,9 %, остальное, леса третьей группы — эксплуатационные. Исключение составляют 711 тыс. га, занятых лесами на землях, находящихся в ведении городских и поселковых органов власти. По своим функциям они ближе к лесам первой группы и составляют их естественный резерв. .

### Биологические ресурсы суши и водные биологические ресурсы
Растения. Значительная часть природно-ресурсного потенциала области определяется дикоросами. Общий запас грибов достигает 86 тыс. т, а сырьевой запас брусники, голубики, клюквы, черники — более 25 тыс. т, кедрового ореха — около 30 тыс. т. В лесах и на болотных массивах широко распространены многие виды лекарственных растений. Животные. Животный мир насчитывает около 2000 видов. Из них более 1,5 тыс. видов составляют разные группы беспозвоночных, 1 вид — круглоротые, 33 — рыбы, 5 — амфибии, 4 — рептилии, 325 — птицы и 61 — млекопитающие. Наиболее полно изучено видовое разнообразие позвоночных. По своему ландшафтно-экологическому облику область является равнинно-таёжной, поэтому в составе её фауны более половины всех видов животных в той или иной степени связаны с лесами и их производными. Другая часть, около трети всех видов, тяготеет к водным и водно-болотным угодьям. Общая численность уток и гусей в период весеннего пролёта достигает 700—800 тыс. особей. Среди птиц перелётные виды составляют 147, оседло-кочевые — 48; прилетают на зимовку 4 и пересекают территорию области в период сезонных перемещений 39 видов. Значительную группу (61 вид) формируют так называемые залётные виды, появление которых здесь не закономерно. Основу фауны птиц области составляют 225 гнездящихся видов. В зимний период фауна птиц представлена 50-60 видами, из которых зимует достаточно регулярно около 30 %. Общий список охотничье-промысловых животных включает 38 видов млекопитающих и 38 видов птиц.
Основные виды охотничье-промысловых животных: лось, сибирская косуля, бурый медведь, волк, лисица, рысь, заяц-беляк, росомаха, выдра, соболь, американская норка, колонок, светлый хорь, горностай, бобр, ондатра, белка, глухарь, тетерев, рябчик, белая куропатка. Площадь закреплённых охотничьих угодий — 18646 тыс. га. Акватория рек и озёр области составляет более 500 тыс. га. Наиболее ценные рыбопромысловые угодья сосредоточены в русле и пойме Оби и в нижних участках её притоков. В пределах этой рыбопромысловой зоны формируется около 65 % рыбных запасов. Здесь же осуществляется наиболее интенсивный и эффективный рыбный промысел. Рыбные ресурсы представлены 15 промысловыми видами, включая ценные породы рыб, такие, как нельма, муксун, стерлядь. Годовой вылов рыб составляет около 2 тыс. т. Сибирский осётр Обского бассейна внесен в Красную книгу России. Одной из основных причин снижения запасов осетра является браконьерство (браконьерами вылавливается более 90 % молоди). Снижаются также запасы стерляди.

### Климатические ресурсы
Климат континентальный. Зима суровая и продолжительная (средняя температура января от −17°С до −21°С); лето тёплое, короткое (средняя температура июля +17°С…+18°С). Вегетационный период 135—140 суток на севере, 150 суток на юге. Годовое количество осадков 450—700 мм. Средняя высота снежного покрова 60-80 см, снег держится на севере 190—197, на юге 176—182 дня. Повсеместно развита сезонная мерзлота. Глубина промерзания грунтов от 0,5-0,6 м на торфяниках до 3,5 м на песках, в среднем 1,0-2,0 м. В Ванжиль-Кынаке, находящимся на широте 60,5°, в январе 1973 температура достигала −55.7°, что лишь несколько ниже абсолютного минимума в Томске, но из-за более короткой базы наблюдений более низких температур отмечено не было, местами по северо-востоку Томской области температура может быть ещё ниже, на границе с Красноярским краем абсолютный минимум может доходить практически до −60° С. Стрежевой является самым холодным крупным городам области со средней температурой января около −22° и ноября около −13°.
В сводной таблице приведены средние значения температуры воздуха в Томской области за последние 15 лет.
| Населённый пункт | Янв, °C | Фев, °C | Мар, °C | Апр, °C | Май, °C | Июн, °C | Июл, °C | Авг, °C | Сен, °C | Окт, °C | Ноя, °C | Дек, °C | Год, °C |
| ---------------- | ------- | ------- | ------- | ------- | ------- | ------- | ------- | ------- | ------- | ------- | ------- | ------- | ------- |
| Александровское  | -21,2   | -19,5   | -11,4   | -1,7    | 6,1     | 14,3    | 17,8    | 14,3    | 8,5     | -1,1    | -12,3   | -18,8   | -2,0    |
| Батурино         | -20,9   | -16,0   | -6,4    | 3,4     | 8,0     | 16,7    | 18,0    | 15,2    | 8,8     | 0,8     | -8,9    | -16,3   | 0,1     |
| Кисловка         | -17,2   | -16,0   | -7,8    | 1,6     | 9,8     | 16,3    | 19,4    | 16,1    | 10,2    | 1,3     | -8,9    | -15,2   | 0,8     |
| Кожевниково      | -15,7   | -14,2   | -8,5    | -1,0    | 10,0    | 16,1    | 19,3    | 16,2    | 9,0     | 1,6     | -8,9    | -14,5   | 0,9     |
| Колпашево        | -20,0   | -18,8   | -9,5    | -0,9    | 7,1     | 15,0    | 18,4    | 14,5    | 8,3     | -0,6    | -10,5   | -17,5   | -1,2    |
| Напас            | -20,9   | -17,9   | -9,2    | -2,0    | 7,0     | 14,8    | 18,2    | 14,3    | 7,3     | -0,3    | -12,1   | -18,7   | -1,6    |
| Первомайское     | -17,7   | -14,9   | -6,9    | 1,2     | 10,1    | 16,0    | 19,0    | 15,7    | 8,9     | 1,5     | -8,9    | -15,6   | 0,7     |
| Пудино           | -18,7   | -16,1   | -7,8    | 0,7     | 9,3     | 15,6    | 18,2    | 14,9    | 8,2     | 1,3     | -9,5    | -16,2   | 0,0     |
| Средний Васюган  | -19,0   | -16,6   | -7,7    | -0,3    | 8,3     | 15,5    | 18,5    | 14,8    | 8,0     | 0,9     | -10,5   | -17,0   | -0,4    |
| Стрежевой        | -21,7   | -20,7   | -11,4   | -2,8    | 5,6     | 14,1    | 17,9    | 14,0    | 8,3     | -1,7    | -12,7   | -18,8   | -2,5    |
| Томск            | -17,1   | -14,7   | -7,0    | 1,3     | 10,4    | 15,9    | 18,7    | 15,7    | 9,0     | 1,7     | -8,3    | -15,1   | 0,9     |

### Рекреационные ресурсы и особо охраняемые природные территории
В области зарегистрировано 18 природных заказников и 145 памятников природы. Заказники — 14 зоологических, 2 ландшафтных, 1 ботанический и 1 зоологический. Памятники природы — 22 геологических, 28 водных, 88 ботанических, 7 зоологических. На стадии создания находится государственный природный заповедник «Южно-таёжный пихтовый» (Тегульдетский район). Особое место среди наиболее ценных природных объектов и территорий занимает территория, принадлежащая муниципальному предприятию «Природный парк» г. Северска, и его уникальная коллекция животных — представителей фауны Сибири и Дальнего Востока. Природный парк образован в 1995, общая площадь — 22 га, из которых 4 га приходится на зоологический сектор. Коллекция животных Природного парка включает 289 видов, в том числе: беспозвоночных — 4, рептилий — 37, птиц — 108, млекопитающих — 50. Из внесенных в Красную книгу Международного союза охраны природы (МСОП) и Красную книгу России, в парке содержится 31 вид животных, среди которых 3 — рыб, 5 — рептилий, 14 — животных и 9 — млекопитающих. Из животных, рекомендованных для внесения в Красную книгу Томской области, — 9 видов птиц (розовый фламинго, чёрный аист, лебедь-кликун, орлан-белохвост, беркут, большой подорлик, обыкновенный осоед, сапсан и филин) и 2 вида млекопитающих (обыкновенный ёж и серый сурок). Природный парк входит в Международную систему учёта животных (ISIS). Система ISIS с центром в Миннеаполисе (Миннесота, США) собирает и вводит в компьютерную систему сведения о животных более 400 зоопарков. Парк участвует в Международных программах зоопарков по амурскому тигру, амурскому леопарду и чёрному аисту, принимает участие в работе Евро-Азиатской Региональной Ассоциации зоопарков и Аквариумов (ЕАРАЗА), целью которой является координация деятельности зоопарков бывшего СССР. Лесные памятники природы занимают 7,057 тыс. га, крупнейший — Базойский припосёлковый кедровник (3,5 тыс. га).